# The Stand (miniserie televisiva)
The Stand è una miniserie televisiva statunitense formata da 9 episodi. La serie è uscita in Italia il 3 gennaio 2021 su Starz Play.

## Trama
La serie televisiva è tratta dal libro L'ombra dello scorpione, di Stephen King, che è stato scritto nel 1978.
La trama è incentrata su una pandemia risultante da un incidente in una struttura di ricerca biologica militare, che consente la fuga di un ceppo letale di influenza. Dopo che la pandemia uccide quasi l'intera popolazione mondiale, i pochi sopravvissuti sono attratti da una delle due figure, Randall Flagg e Madre Abagail, creando un confronto finale tra il bene e il male. 
L'adattamento altera i dettagli (genere, etnia, età, ecc.) di alcuni personaggi principali, sposta l'ambientazione nel XXI secolo e presenta un nuovo finale nell'episodio finale co-scritto da Stephen King con suo figlio, Owen King.

## Personaggi
- Alexander Skarsgård nel ruolo di Randall Flagg
- James Marsden nel ruolo di Stu Redman
- Amber Heard nel ruolo di Nadine Cross
- Whoopi Goldberg nel ruolo di Madre Abagail Freemantle
- Odessa Young nel ruolo di Frannie Goldsmith
- Greg Kinnear nel ruolo di Glen Bateman
- Henry Zaga: Nick Andros
- Owen Teague: Harold Lauder
- Katherine McNamara: Julie Lawry
- La voce narrante di alcuni episodi è Sheila Marie Stone